# Omar Apollo
Omar Apolonio Velasco (Hobart, Indiana, 20 de maio de 1997), conhecido profissionalmente como Omar Apollo, é um cantor, compositor e ator mexicano-americano. Apollo canta em inglês e em espanhol, e já lançou um álbum de estúdio, quatro extended plays (EPs) e uma mixtape. Em 2022, o artista foi indicado ao Grammy Awards de 2023 na categoria de Artista Revelação.

## Biografia
Omar Apolonio Velasco nasceu de pais mexicanos que imigraram de Guadalajara para os EUA. Imigrante de primeira geração, ele cresceu em Hobart, Indiana, com seus três irmãos mais velhos. Os pais de Apollo trabalharam em vários empregos para sustentar a família.
Quando criança, ele era dançarino de balé folclórico e também fazia parte do coro da igreja católica. Com 12 anos, ele pediu e ganhou uma guitarra de presente de seus pais; no entanto, era uma guitarra elétrica sem amplificador. Apollo trocou então o instrumento por uma guitarra acústica em uma loja de penhores. Aos 17 anos, trabalhou no McDonald's para juntar dinheiro suficiente para comprar um laptop e depois um microfone, que usou para aprender a cantar e tocar assistindo vídeos no YouTube.
Apollo também aprendeu a tocar guitarra por influência de seu tio. Ele chegou a formar uma banda de curta duração com uma amigo na igreja.

## Carreira

### 2017–2020: Início de carreira, descoberta e mixtape de estreia "Apolonio"
Apollo começou a criar e compartilhar suas canções no SoundCloud. Na época, ele morava em um sótão de uma casa com 6 amigos. O dinheiro que ganhava em empregos que teve no Jimmy John's e no Guitar Center servia apenas para pagar o aluguel e alimentação.
Em 2017, um amigou notou seu talento e emprestou US$ 30 para que Apollo colocasse sua música "Ugotme" no Spotify. A faixa foi adicionada na playlist "Fresh Finds" da plataforma e acumulou 20.000 streams em um único dia. Um ano depois, a música teve mais de 15 milhões de streams.
Ele lançou seu primeiro EP, Stereo, em 2018, e teve uma recepção positiva. Entre 2018 e 2019, Apollo fez duas turnês, a "Want Tour" e a "Voyager Tour". Seu segundo EP, Friends, foi lançado em abril de 2019. O EP contou com produção do produtor de rock John Shanks, que já havia trabalhado com artistas como Michelle Branch e Melissa Etheridge. 
Apollo é gerenciado pelo filho de Shanks, Dylan, que ele conheceu através do Twitter em julho de 2017, quando este último contratou Omar para um show universitário na Universidade de Nova Iorque (NYU).  Apollo assinou com a Artists Without A Label ainda naquele ano e se apresentou no SXSW como parte de um showcase com o grupo. Ele fez uma turnê europeia em 2019 e tocou no Lollapalooza e no Tropicália. No final de 2019, Apollo lançou os singles "Frío" e "Hit Me Up", que são colaborações com o produtor Kenny Beats. Em abril de 2020, Apollo lançou o single "Imagine U", outra colaboração com Kenny Beats.
Em 7 de agosto de 2020, Apollo lançou "Stayback" como o principal single de sua primeira mixtape; e em 10 de setembro, lançou o segundo single "Kamikaze". Em 25 de setembro, Apollo apareceu no segundo álbum de estúdio do cantor japonês de R&B alternativo Joji, Nectar, na faixa "High Hopes". Apollo lançou mais dois singles, "Dos Uno Nueve (219)" e "Want U Around" (com participação de Ruel), antes de lançar sua primeira mixtape, Apolonio, em 16 de outubro de 2020.

### 2021–presente:Ivory
Apollo participou no álbum "El Madrileño" do artista espanhol C. Tangana, lançado em 2021, na faixa "Te olvidaste”. A canção recebeu duas indicações ao Grammy Latino de Gravação do Ano e Melhor Canção Alternativa. No 65º Grammy Awards, ele foi indicado para Melhor Artista Revelação, sua primeira indicação ao Grammy.
Em 2021, Apollo lançou o single "Go Away", incluindo um videoclipe e uma performance ao vivo no The Tonight Show. Ele seguiu com o single "Bad Life" com Kali Uchis, sua segunda colaboração com a artista; "Hey Boy" de Apolonio foi a primeira. Em fevereiro de 2022, o cantor lançou o single "Invincible" com Daniel Caesar e anunciou a data de lançamento de seu álbum de estreia. No mês seguinte, ele lançou os singles "Killing Me", que incluiu uma performance ao vivo no The Tonight Show, bem como "Tamagotchi", que foi co-escrito e produzido por The Neptunes. Com o lançamento de "Tamagotchi", a Apple Music Up Next o selecionou como artista destaque do mês de abril de 2022.
Apollo lançou seu primeiro álbum de estúdio Ivory em 8 de abril de 2022 e embarcou na turnê Desvelado para divulgar do projeto. O álbum recebeu críticas em sua maioria positivas, com elogios ao crescimento musical e desempenho vocal do artista. Ele entrou na parada Billboard 200, marcando sua primeira entrada no chart.
Em 15 de julho de 2022, Apollo lançou "Archetype" como o primeiro single da versão deluxe do álbum. Em 5 de agosto, ele lançou o segundo single "Highlight" e anunciou uma nova turnê na América do Norte, a Prototype Tour, com a cantora de R&B Ravyn Lenae como seu ato de abertura. A versão deluxe do álbum, Ivory (Marfil), com 5 faixas extras, foi lançada em 12 de agosto de 2022.
Em setembro de 2022, a faixa "Evergreen" se tornou viral no TikTok, o que ajudou a impulsionar a música para entrar nas paradas do Spotify e da Apple Music e, acabando a mesma por estrear na Billboard Hot 100, na posição 62, rendendo a Apollo a sua primeira e única entrada até então na parada de músicas mais vendidas nos EUA. Em resposta ao rápido sucesso, a música foi escolhida como o próximo single do álbum e foi enviada para rádios em 4 de outubro de 2022, tornando-se o seu primeiro single de rádio.
Além de turnês solo, Apollo também se apresentou nos festivais de música Coachella, Something in the Water e All Points East em 2022. No início de 2023, ele entrou em uma nova turnê e passou a abrir os shows da cantora SZA na SOS Tour.
Em 16 de fevereiro de 2023, Apollo lançou o single "3 Boys", com um lyric video. A canção foi a primeira música lançada por ele em 2023 após o lançamento de seu primeiro álbum, Ivory. A faixa entrou na trilha sonora do filme LGBT Vermelho, Branco e Sangue Azul.
Mais tarde, em 2023, Apollo foi anunciado como embaixador da marca de cuidados com a pele Youth to the People. Ele também estrelou a campanha masculina outono/inverno 2023 da grife Loewe. Em setembro, Apollo foi homenageado com o Prêmio Inspira no Hispanic Heritage Awards de 2023.

## Influências
Apollo cresceu ouvindo os artistas preferidos dos seus pais, como Pedro Infante, Los Panchos e os Beatles. Suas próprias influências incluem diversos músicos como Neil Young, Paul Simon, John Mayer, Prince, Bootsy Collins, Rick James e uma banda de R&B chamada The Internet. 
Em entrevista à Billboard em 2022, Apollo listou os álbuns "Perfect Angel", de Minnie Riperton; o primeiro álbum de Whitney Houston; "Nevermind", do Nirvana; "My Beautiful Dark Twisted Fantasy", do Kanye West; e "The Miseducation of Lauryn Hill", de Lauryn Hill, como inspirações para sua carreira musical.

## Vida Pessoal
Por incentivo dos pais, Apollo chegou a frequentar a faculdade; no entanto, ele desistiu depois de duas semanas para focar na carreira musical. Ele tem cidadania mexicana.
Apollo é gay e negou as acusações de queerbaiting, dizendo: "Não é uma escolha, é apenas o que eu sou. [...] tenho plena consciência do privilégio que temos agora de sermos nós mesmos e ainda ter uma carreira [...] antes as pessoas pensavam que eu estava fazendo queerbaiting. Eu não era muito aberto sobre minha sexualidade, mas as pessoas estavam ouvindo coisas. [...] Teve muito a ver com o fato de eu ter crescido em Indiana, que é muito conservador. Parei de colocar pronomes em minha música por alguns anos, então percebi que não posso deixar a opinião de outras pessoas influenciar e ditar minha vida.” Em uma entrevista em 2022, Apollo disse: "Sinto que no início [...] estava tentando fazer um mistério. Mas nem me importo mais [...] agora sou tipo, ‘Eu sou muito gay’.”

## Filmografia
- Queer (2024)[59]